# Aleksandr Zawjałow
Aleksandr Aleksandrowicz Zawjałow (ros.: Александр Александрович Завьялов, ur. 2 czerwca 1955 w Moskwie) – rosyjski biegacz narciarski reprezentujący Związek Radziecki, trzykrotny medalista olimpijski, dwukrotny medalista mistrzostw świata oraz dwukrotny zdobywca Pucharu Świata.

## Kariera
Jego olimpijskim debiutem były igrzyska w Lake Placid w 1980 r. Zdobył tam brązowy medal w biegu na 50 km techniką klasyczną, w którym lepsi okazali się jedynie zwycięzca Nikołaj Zimiatow z ZSRR oraz drugi na mecie Juha Mieto z Finlandii. Na tych samych igrzyskach zajął także 7. miejsce na dystansie 15 km stylem klasycznym. Największe sukcesu osiągnął jednak na igrzyskach olimpijskich w Sarajewie w 1984 r. Wywalczył srebrny medal w biegu na 30 km techniką dowolną ulegając jedynie Zimiatowowi. Ponadto wraz z Zimiatowem, Ołeksandrem Batiukiem i Władimirem Nikitinem zdobył także srebrny medal w sztafecie 4 × 10 km.
Startował także na mistrzostwach świta w Oslo 1982 r. Wspólnie z Nikitinem, Batiukiem i Jurijem Burłakowem sięgnął tam po złoty medal w sztafecie. Zawjałow zdobył ponadto srebrny medal w biegu na 15 km techniką dowolną ulegając jedynie Oddvarowi Brå z Norwegii. Startował także w biegu na 30 km techniką dowolną oraz w biegu na 50 km techniką klasyczną, w obu przypadkach zajmując 6. miejsce. Na kolejnych mistrzostwach świata już nie startował.
Najlepsze wyniki w Pucharze Świata osiągnął w sezonach 1980/1981 (klasyfikacja nieoficjalna) oraz 1982/1983, kiedy to triumfował w klasyfikacji generalnej.
Zawjałow jest także trzykrotnym mistrzem Związku Radzieckiego: w biegu na 30 km w 1983 r. oraz w sztafecie w latach 1979 i 1982. Po zakończeniu kariery sportowej w 1984 r. został działaczem sportowym. Pełnił także funkcję prezesa Rosyjskiej Federacji Narciarskiej. W 1983 r. został odznaczony orderem Lenina.

## Osiągnięcia

### Igrzyska olimpijskie
| Miejsce | Dzień     | Rok  | Miejscowość | Konkurencja             | Czas biegu | Strata   | Zwycięzca        |
| ------- | --------- | ---- | ----------- | ----------------------- | ---------- | -------- | ---------------- |
| 7.      | 17 lutego | 1980 | Lake Placid | 15 km stylem klasycznym | 41:57,63   | +1:03,18 | Thomas Wassberg  |
| 3.      | 23 lutego | 1980 | Lake Placid | 50 km stylem klasycznym | 2:27:24,60 | +3:26,92 | Nikołaj Zimiatow |
| 2.      | 10 lutego | 1984 | Sarajewo    | 30 km stylem dowolnym   | 1:28:56,3  | +27,0    | Nikołaj Zimiatow |
| 16.     | 13 lutego | 1984 | Sarajewo    | 15 km stylem klasycznym | 41:25,6    | +1:23,4  | Gunde Svan       |
| 2.      | 16 lutego | 1984 | Sarajewo    | Sztafeta 4 × 10 km      | 1:55:06,3  | +10,2    | Szwecja          |
| 7.      | 19 lutego | 1984 | Sarajewo    | 50 km stylem klasycznym | 2:15:55,8  | +4:31,8  | Thomas Wassberg  |

### Mistrzostwa świata
| Miejsce | Dzień     | Rok  | Miejscowość | Konkurencja             | Czas biegu | Strata  | Zwycięzca         |
| ------- | --------- | ---- | ----------- | ----------------------- | ---------- | ------- | ----------------- |
| 6.      | 20 lutego | 1982 | Oslo        | 30 km stylem dowolnym   | 1:21:52,3  | +1:08,6 | Thomas Eriksson   |
| 2.      | 23 lutego | 1982 | Oslo        | 15 km stylem dowolnym   | 38:52,5    | +9,6    | Oddvar Brå        |
| 1.      | 25 lutego | 1982 | Oslo        | Sztafeta 4 × 10 km      | 1:56:27,6  | -       | Ex aequo Norwegia |
| 6.      | 27 lutego | 1982 | Oslo        | 50 km stylem klasycznym | 2:32:00,9  | +2:47,4 | Thomas Wassberg   |

### Puchar Świata
W sezonach 1973/1974 - 1980/1981 Puchar Świata rozgrywany był nieoficjalnie.

#### Miejsca w klasyfikacji generalnej
- sezon 1978/1979: ?
- sezon 1979/1980: 13.
- sezon 1980/1981: 1.
- sezon 1981/1982: 15.
- sezon 1982/1983: 1.
- sezon 1983/1984: 15.

#### Miejsca na podium
| Nr  | Dzień       | Rok  | Miejscowość   | Konkurencja             | Czas biegu | Pozycja | Strata | Zwycięzca        |
| --- | ----------- | ---- | ------------- | ----------------------- | ---------- | ------- | ------ | ---------------- |
| 1.  | 16 lutego   | 1979 | Zakopane      | 15 km                   | ?          | 2       | ?      | Giulio Capitanio |
| 2.  | 23 lutego   | 1980 | Lake Placid   | 50 km                   | ?          | 3       | ?      | Nikołaj Zimiatow |
| 3.  | 7 marca     | 1980 | Lahti         | 15 km                   | ?          | 1       | ?      | -                |
| 4.  | 20 grudnia  | 1980 | Ramsau        | 15 km                   | ?          | 1       | ?      | -                |
| 5.  | 24 stycznia | 1981 | La Bresse     | 15 km                   | ?          | 2       | ?      | Ove Aunli        |
| 6.  | 21 lutego   | 1981 | Kawgołowo     | 15 km                   | ?          | 3       | ?      | Rozalin Bakijew  |
| 7.  | 7 marca     | 1981 | Falun         | 30 km                   | ?          | 3       | ?      | Thomas Wassberg  |
| 8.  | 14 marca    | 1981 | Oslo          | 50 km                   | ?          | 2       | ?      | Oddvar Brå       |
| 9.  | 23 lutego   | 1982 | Oslo          | 15 km stylem dowolnym   | 38:52,5    | 2       | +9,6   | Oddvar Brå       |
| 10. | 10 lutego   | 1983 | Sarajewo      | 15 km stylem klasycznym | ?          | 1       | ?      | -                |
| 11. | 26 lutego   | 1983 | Falun         | 30 km stylem klasycznym | ?          | 1       | ?      | -                |
| 12. | 4 marca     | 1983 | Lahti         | 15 km stylem klasycznym | ?          | 1       | ?      | -                |
| 13. | 27 marca    | 1983 | Labrador City | 30 km stylem klasycznym | ?          | 2       | ?      | Gunde Svan       |
| 14. | 10 lutego   | 1984 | Sarajewo      | 30 km stylem dowolnym   | 1:28:56,3  | 2       | +27,0  | Nikołaj Zimiatow |